# NGC 39
Az NGC 39 egy spirálgalaxis a Andromeda (Androméda) csillagképben.

## Felfedezése
Az NGC 39 galaxist William Herschel fedezte fel 1790. november 2-án.

## Tudományos adatok
A galaxis 4857 km/s sebességgel távolodik tőlünk.